# Тордоя, Педро Хосе
Педро Хосе Тордоя Монтойя (исп. Pedro José Tordoya; 1 августа 1813, Каравели, Арекипа — 31 июля 1883, Лима) — перуанский религиозный, политический и государственный деятель, епископ Куско (1875—1880), премьер-министр Перу (2 марта 1867 — 26 апреля 1867), министр юстиции, по делам религий и образования (1867). Член-корреспондент Королевской академии испанского языка.

## Биография
Сын школьного учителя. Образование получил в Университете Сан-Маркос (Лима). Был рукоположен епископом в 1860 году. В 1861 году назначен деканом столичного капитула.
Папа Пий IX возвел его в сан прелата с титулами монсеньора и почётного капеллана Его Святейшества. Был принят в члены Королевской аграрной академии Турина.
С июня 1876 года — епископ Куско. Во время Второй тихоокеанской войны был президентом Центрального управления пожертвований, которое из Лимы снабжало бойцов перуанского сопротивления деньгами и оружием.

## Награды
- Орден Карлоса III